# پورت پن (دلاویر)
پورت پن (به انگلیسی: Port Penn) یک منطقهٔ مسکونی در ایالات متحده آمریکا است که در شهرستان نیوکاسل، دلاویر واقع شده‌است. پورت پن ۲٫۱۳ متر بالاتر از سطح دریا واقع شده‌است.